# Michael F. Feldkamp

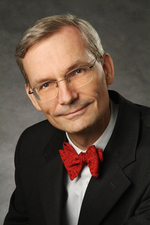
Michael F. Feldkamp nel 2010

Michael F. Feldkamp (Kiel, 23 aprile 1962) è uno storico tedesco.

## Vita
Feldkamp ha frequentato gli studi superiori al Gymnasium Carolinum di Osnabrück e si è diplomato nel 1982. Dal 1983 al 1989 ha studiato Storia, Teologia cattolica e Pedagogia all'Università di Bonn, e tra il 1985 e il 1986 Storia della Chiesa presso la Pontificia Università Gregoriana a Roma. Ha sostenuto l'esame di Stato a Bonn nel 1990 e ha ottenuto una borsa di studio nel 1986 e nel 1990/1991 presso l'Istituto Storico Germanico di Roma. Feldkamp ha conseguito il dottorato in Filosofia a Bonn nel 1992. 
Dal 1993 al 1995 è stato collaboratore scientifico presso l'archivio parlamentare del Bundestag, nel 1995/1996 assistente di Storia della Chiesa presso la Facoltà di Teologia Cattolica dell'Università di Bonn e nel 1996/1997 collaboratore scientifico presso l'Istituto di Storia Contemporanea di Monaco di Baviera. Dal 2000 è funzionario presso il Bundestag a Berlino. Feldkamp è redattore del Datenhandbuch zur Geschichte des Deutschen Bundestages (cronologia del Bundestag tedesco) e pubblica temi relativi all'età moderna e questioni di storia contemporanea. È inoltre attivo quale scrittore di testi e Ghostwriter.

Ritratto di Michael F. Feldkamp

## Argomenti
Feldkamp è autore di diversi saggi pubblicati in riviste universitarie, prevalentemente nei seguenti settori: diplomatica dal XVI al XVIII secolo, storia della Chiesa in Germania, storia della diplomazia, storia del parlamentarismo in Germania. È un esperto di storia delle relazioni fra Santa Sede e Germania. Ha attirato l'attenzione a livello internazionale per essersi dedicato in particolare alle questioni del silenzio del Papa Pio XII sull'Olocausto, ponendosi in netto contrasto con le posizioni di Daniel J. Goldhagen.
Nel 2012 l'editore tedesco Wolfram Weimer ha annoverato Feldkamp, sulla base del di lui impegno scientifico-pubblicistico, fra gli „800 massimi rappresentanti del cattolicesimo moderno in Germania“.
Feldkamp è divenuto noto all'estero per i suoi contributi tesi a chiarire il rapporto tra la Chiesa cattolica ed il nazionalsocialismo. Nel suo libro dal titolo Pius XII und Deutschland (Pio XII e la Germania), pubblicato nell'anno 2000, Feldkamp persegue l'obiettivo di avvicinare un più ampio numero di lettori ad un complesso livello di ricerca, staccandosi così dalle solite accuse o dagli scritti apologetici relativi a tale tema. Al tempo stesso fornisce la prima risposta scientificamente fondata al libro di John Cornwell dal titolo Hitler's Pope. Feldkamp ha corretto le opinioni di Cornwell circa la genesi del concordato serbo del 1914 ed ha puntato l'indice su eclatanti errori di traduzione di documenti italiani sia nelle edizioni inglesi che in quelle tedesche. 
Con il suo libro intitolato La Chiesa indisposta di Goldhagen (Goldhagens unwillige Kirche) Feldkamp ha contraddetto apertamente le posizioni di Daniel Goldhagen; questi aveva, secondo l'opinione di Feldkamp, ingiustamente rappresentato Papa Pio XII quale antisemita ed amico dei nazisti sulla base di pregiudizi, falsificazioni e traduzioni intenzionalmente erronee. 
Feldkamp è stato invitato, assieme ad altri storici di fama internazionale, da Carlo Ruta a partecipare ad un dibattito intitolato "La storia cambi passo", apparso in un manifesto di Carlo Ruta stesso reso pubblico nel settembre del 2020. Nel manifesto Feldkamp viene presentato quale storico tedesco esperto di storia delle relazioni fra Santa Sede e Germania e tra i massimi rappresentanti del cattolicesimo in Germania.
Feldkamp è stato accolto nel luglio 2021 nell'ordine papale di San Gregorio Magno con la carica di commendatore. L'onorificenza è stata consegnata nella nunziatura apostolica a Berlino.
Nel gennaio del 2022 Feldkamp ha presentato in Vaticano le sue ultime ricerche su Pio XII in relazione all'olocausto, contraddicendo con prove quanto affermato da John Cornwell nel libro "Pius XII - The Pope Who Remained Silent" e affermando che Papa Pio XII salvò più di 15.000 ebrei dallo sterminio.

## Onorificenze
- 2009: Cavaliere dell'Ordine Equestre del Santo Sepolcro di Gerusalemme.
- 2011: Delegato locale della Commanderia dell'Ordine Equestre del Santo Sepolcro di Gerusalemme a Berlino.
- 2015: Membro onorario della "Real Academia Sancti Ambrosii Martyris" (Ferentino/Frosinone/Italia) e delegato in Germania dell'accademia stessa.[5]
- 2017: Gran Croce dell'Ordine Reale del Leone di Ruanda[6].
- 2021: Insignito della carica di commendatore nell'ordine papale di San Gregorio Magno[7]

Il cardinale e segretario di Stato Pietro Parolin con Michael F. Feldkamp (2021)

La Croce dell'Ordine del Santo Sepolcro

### Monografie
- Studien und Texte zur Geschichte der Kölner Nuntiatur, 4 volumi, Città del Vaticano, 1993, 1995 e 2008 ISBN 88-85042-22-8 - ISBN 88-85042-21-X - ISBN 88-85042-27-9 - ISBN 978-88-85042-51-3
- Der Parlamentarische Rat 1948-1949. Akten und Protokolle, Volumi 8, 10, 11, 12 e 14, Boppard/Monaco di B., 1995-2009. ISBN 3-7646-1946-5 - ISBN 3-486-56232-0 ISBN 3-486-56279-7, ISBN 3-486-56379-3 ISBN 978-3-486-56564-5
- Michael F. Feldkamp/Daniel Kosthorst (ed.): Die Akten zur Auswärtigen Politik der Bundesrepublik Deutschland 1949/50. September 1949 bis Dezember 1950, a cura di Hans-Peter Schwarz ed altri, Monaco di B. 1997.
- Der Parlamentarische Rat 1948-1949, Göttingen 1998, ISBN 3-525-01366-3 (recensione critica: )
- La diplomazia pontificia. Da Silvestro I a Giovanni Paolo II., Milano 1998 ISBN 88-16-43706-5 (edizione francese: Parigi, 2001, ISBN 2-204-06452-1; edizione spagnola: Madrid, 2004, ISBN 84-7914-697-4).
- Die Entstehung des Grundgesetzes für die Bundesrepublik Deutschland 1949, Stoccarda, 1999, ISBN 3-15-017020-6
- Die Beziehungen der Bundesrepublik Deutschland zum Heiligen Stuhl 1949-1966. Aus den Vatikanakten des Auswärtigen Amts. Eine Dokumentation, Colonia et al., 2000, ISBN 3-412-03399-5
- Pius XII. und Deutschland, Göttingen 2000, ISBN 3-525-34026-5 (recensione critica: )
- Leo Just: Briefe an Hermann Cardauns, Paul Fridolin Kehr, Aloys Schulte, Heinrich Finke, Albert Brackmann und Martin Spahn 1923-1944, a cura di Michael F. Feldkamp, Francoforte s/Meno, 2002, ISBN 3-631-38931-0 (recensioni critiche:  )
- Regentenlisten und Stammtafeln zur Geschichte Europas. Vom Mittelalter bis zur Gegenwart, Stoccarda, 2002, ISBN 3-15-017034-6
- Goldhagens unwillige Kirche. Alte und neue Fälschungen über Kirche und Papst während der NS-Herrschaft, Monaco di B., 2003, ISBN 3-7892-8127-1
- Michael F. Feldkamp, in collaborazione con Birgit Ströbel: Datenhandbuch zur Geschichte des Deutschen Bundestages 1994 bis 2003, Baden-Baden, 2005, ISBN 3-8329-1395-5 (testo integrale sul sito del Bundestag: )
- Michael F. Feldkamp (ed.), Der Bundestagspräsident. Amt - Funktion - Person. 16. Wahlperiode, Monaco di Baviera 2007, ISBN 978-3-7892-8201-0
- Geheim und effektiv. Über 1000 Jahre Diplomatie der Päpste. Sankt Ulrich Verlag, Augsburg (Augusta) 2010, ISBN 978-3-86744-150-6.
- Datenhandbuch zur Geschichte des Deutschen Bundestages 1990 bis 2010. Nomos, Baden-Baden 2011, ISBN 978-3-8329-6237-1.
- Vom Jerusalempilger zum Grabesritter. Geschichte des Ritterordens vom Heiligen Grab. (= Propyläen des christlichen Abendlandes. volume I). Patrimonium-Verlag, Aachen (Aquisgrana) 2016, seconda edizione 2017, ISBN 978-3-86417-055-3.
- Pius XII. – Ein Papst für Deutschland, Europa und die Welt. (= Propyläen des christlichen Abendlandes. Volume II). Patrimonium-Verlag, Aachen (Aquisgrana) 2018, ISBN 978-3-86417-114-7.
- Reichskirche und politischer Katholizismus. Aufsätze zur Kirchengeschichte und kirchlichen Rechtsgeschichte der Neuzeit. (= Propyläen des christlichen Abendlandes. Volume III). Patrimonium-Verlag, Aachen (Aquisgrana) 2019, ISBN 978-3-86417-120-8.
- in collaborazione con Hans-Joachim Berg: Hammelsprung. Geschichte und Parlamentspraxis. Springer VS, Wiesbaden 2021, ISBN 978-3-658-33134-4.
- Adenauer, die Alliierten und das Grundgesetz. Langen-Müller, Monaco di Baviera 2023, ISBN 978-3-7844-3654-8.
  - quale libro parlante (risorsa online): LMV audio, Monaco di Baviera 2023, Lettore: Alexander Bandilla, ISBN 978-3-8032-8715-1.
- Die Institution. Der Deutsche Bundestag 1949 bis heute. Langen Müller, Monaco di Baviera 2024, ISBN 978-3-7844-3713-2.